# 吴安然
吴安然（1922年4月6日—2005年7月31日），男，江苏常州人，中国微生物学与免疫学家，曾任中国医学科学院研究员、博士生导师。